# Cominciò con un bacio
Cominciò con un bacio (It Started with a Kiss) è un film del 1959 diretto da George Marshall e interpretato da Glenn Ford.

## Trama
Maggie è una donna bella e ambiziosa; il suo obiettivo è trovare un milionario e sposarlo. Durante una festa vende un biglietto della lotteria a Joe, un sergente d'aviazione che le chiede un appuntamento. Il giorno dopo, i due si rivedono e Maggie, dimenticando i suoi propositi, decide di sposarlo. Poco dopo le nozze, Joe viene trasferito in una base militare a Barcellona. Nel frattempo il biglietto di Joe viene estratto e a Maggie viene recapitata una vistosa automobile di lusso, una Lincoln Futura. 
Quando lei vola in Spagna per raggiungere Joe, gli preannuncia una sorpresa ma lui immagina che si tratti di una gravidanza. Una volta rivelata la sorpresa, il sergente è contento ma allo stesso tempo imbarazzato perché in caserma gli è stato raccomandato di non ostentare la propria presenza con la popolazione locale. I due cominciano a litigare e Maggie impone una separazione di trenta giorni che dovrebbe servire come banco di prova per il loro amore; di qui comincia una girandola di equivoci tragicomici, che coinvolgono un torero fanatico di motori che vorrebbe comprare l'auto e che corteggia Maggie, e una tassa di 17 000 dollari richiesta dal fisco per la vincita dell'automobile. 
Alla fine, Joe riconquista Maggie e si libera dell'automobile rivendendola nel porto franco di Tangeri.

## Produzione
Il film, diretto da George Marshall su una sceneggiatura di Charles Lederer con il soggetto di Valentine Davies, fu prodotto da Aaron Rosenberg per la Arcola Pictures.

## Distribuzione
Il film fu distribuito negli Stati Uniti d'America dal 4 settembre 1959 al cinema dalla Metro-Goldwyn-Mayer e dalla MGM/UA Home Entertainment per l'home video.
Alcune delle uscite internazionali sono state:
- negli Stati Uniti il 19 agosto 1959 (New York)
- in Giappone l'11 ottobre 1959
- in Svezia il 26 dicembre 1959 (Det började med en kyss)
- in Germania Ovest il 28 gennaio 1960 (Eine tolle Nummer)
- in Austria il febbraio 1960 (Eine tolle Nummer)
- in Finlandia il 15 aprile 1960 (Se alkoi suudelmasta)
- in Francia il 24 agosto 1960 (Tout commença par un baiser)
- in Danimarca il 14 febbraio 1961 (Det begyndte med et kys)
- in Spagna il 19 febbraio 1962 (Empezó con un beso)
- in Argentina (Comenzó con un beso)
- in Ungheria (Egy csókkal kezdődött)
- in Grecia (To fili mias nyhtas)
- in Italia (Cominciò con un bacio)

## Critica
Secondo il Morandini il film è una "commedia piacevole e disimpegnata, con la coppia Ford-Reynolds funzionante tra baruffe e pasticci". Il film si avvale inoltre, a tratti, di "dialoghi spiritosi".